# Panait Istrati

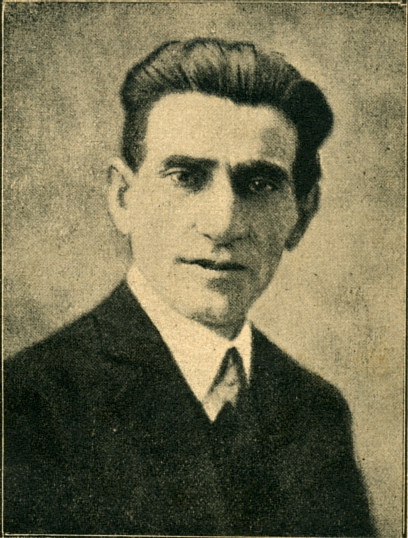
Panait Istrati (1927)

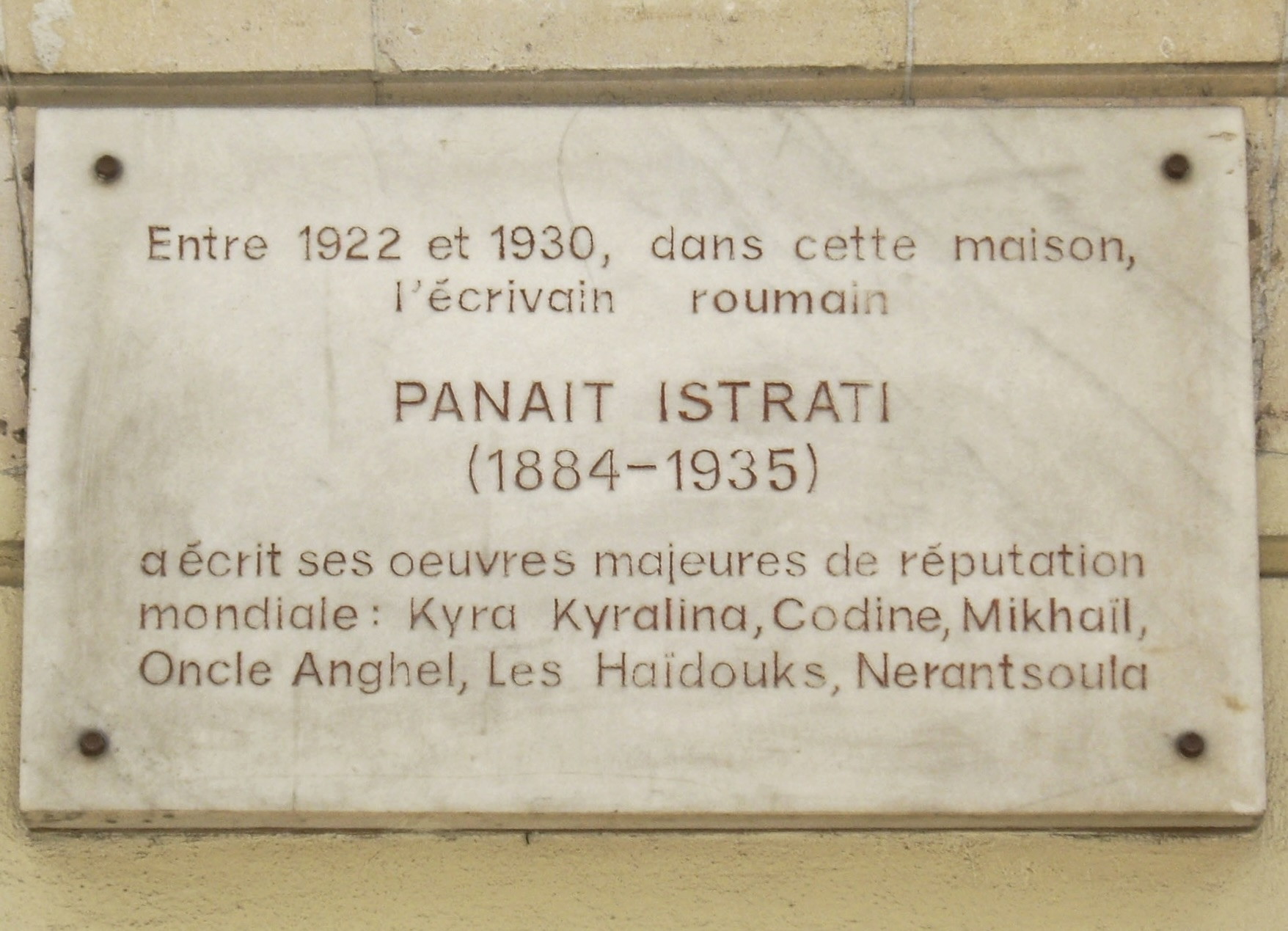
Gedenktafel am Haus in Paris, in dem er von 1922 bis 1930 seine Hauptwerke geschrieben hat.

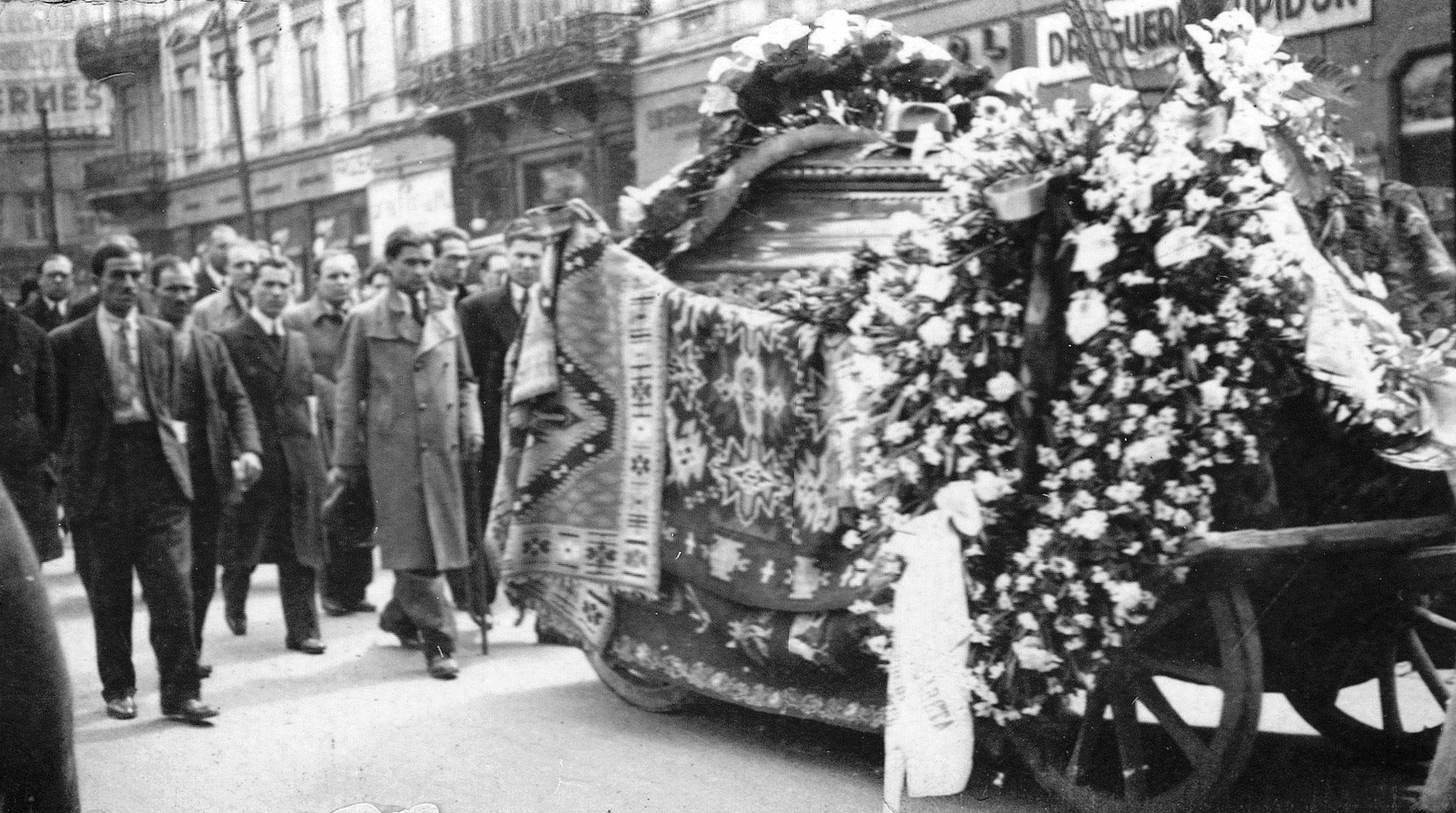
Seine Beerdigung in Bukarest im April 1935

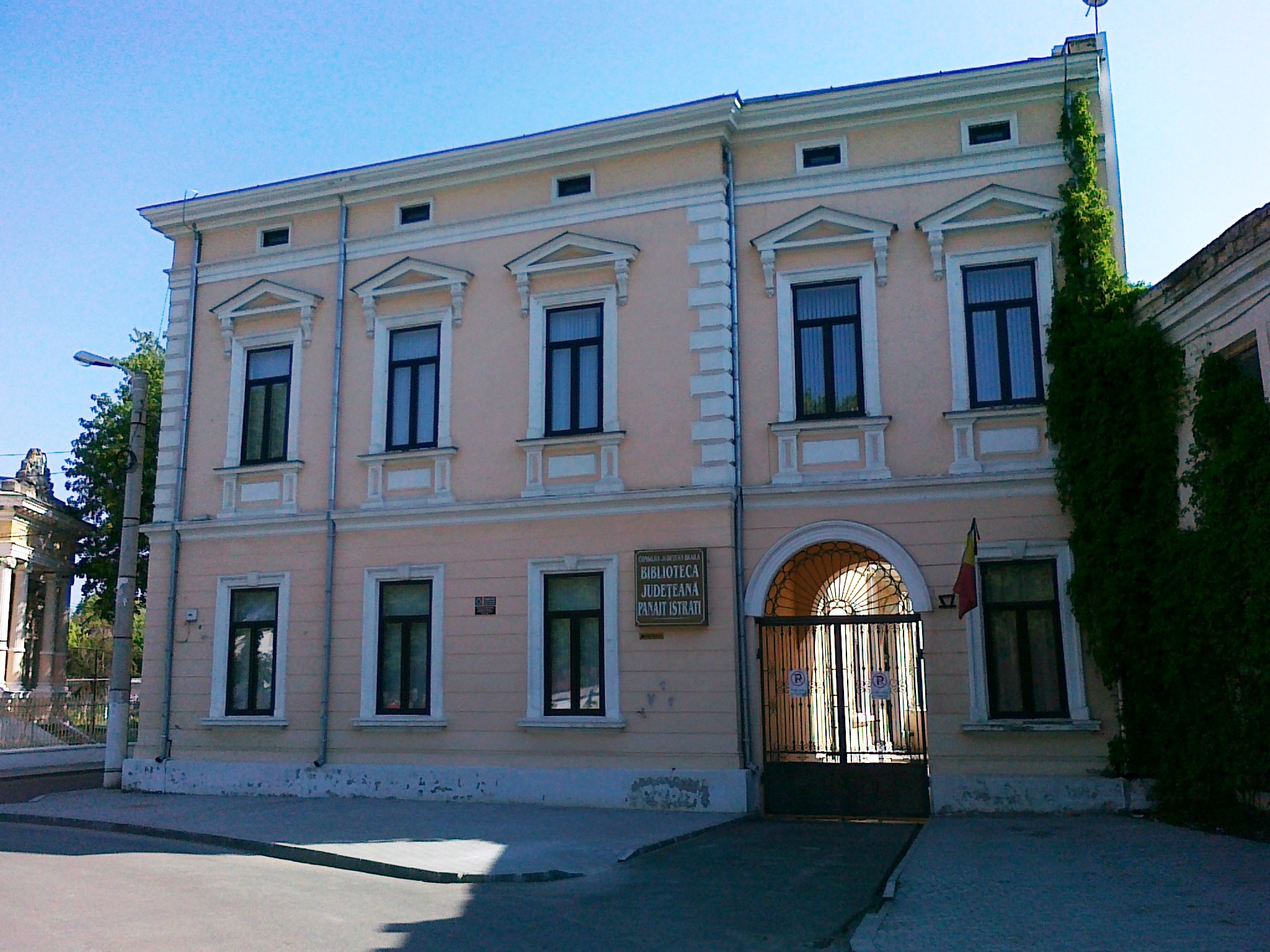
Die Panait-Istrati-Bibliothek in Brăila (2010)

Panait Istrati (* 22. August 1884 in Brăila, Rumänien; † 16. April 1935 in Bukarest) war ein französisch- und rumänischsprachiger Schriftsteller griechisch-rumänischer Herkunft.

## Leben
Panait Istratis Mutter war die Wäscherin Joița Istrate, sein Vater der konzessionslose Tabakhändler Georgios Valsamis aus Kefalonia in Griechenland. Er wuchs zweisprachig auf und beherrschte neben Rumänisch auch Griechisch fließend. Im Dorf Baldovinești nahe Brăila besuchte er die Grundschule sechs Jahre lang, wobei er zweimal sitzenblieb. Später verdiente er seinen Lebensunterhalt als Kellner in einem Cabaret und als Gehilfe eines Pastetenbäckers in Kairo und Alexandria. Mit einem Rumänen, dem er in Ägypten begegnet war, arbeitete er als Dekorations- und Baumaler mehrere Monate im Dorf Ghazir im Libanongebirge. Seine Reisen, teils als Landstreicher, führten ihn auch nach Istanbul, Neapel, Paris und die Schweiz. Er war auch ein unermüdlicher Leser. 1909 war er vermutlich an der Gründung der Sozialistischen Partei Rumäniens beteiligt.
In tiefster Armut lebend, krank und einsam, unternahm er 1921 einen Suizidversuch auf dem Weg nach Nizza, aber er wurde gerettet. Er hatte einen selbstbekennenden Brief an Romain Rolland geschrieben, der nach dem Suizidversuch bei ihm gefunden und Rolland zugestellt wurde, worauf der ihm sofort antwortete. Im Jahr 1923 wurde seine Erzählung Kyra Kyralina mit einem Vorwort von Romain Rolland veröffentlicht. Rolland nannte ihn in diesem Vorwort den „Gorki der Balkanländer“.
1927 reiste er gemeinsam mit Nikos Kazantzakis in die Sowjetunion und besuchte Moskau und Kiew. Eine zweite Reise folgte 1929, wo er die Wahrheit über die stalinistische Diktatur erfuhr. Daraufhin entstand sein berühmtes Buch Auf falscher Bahn. Seine früheren kommunistischen Freunde brandmarkten ihn nun als „Faschisten“.
Seine Berühmtheit in Frankreich setzte er 1935 für den noch unbekannten George Orwell ein. Im Vorwort für die französische Ausgabe von dessen Erstlingswerk Down and Out in Paris and London (frz. La Vache Enragée) hebt er Orwells „schnörkellose“ Sprache hervor und schreibt in Erinnerung an seine eigene Zeit als Landstreicher: „Als wären wir seine Gefährten, begleiten wir Orwell durch die Unterwelt von Paris und London. Er zeigt uns dieses schreckliche Leben dort, vor allem in London, indem er selbst Teil davon wird.“
Er kehrte krank und gebrochen nach Rumänien zurück, wo er 1935 an Tuberkulose starb. Panait Istrati wurde auf dem Cimitrul Bellu (deutsch Bellu-Friedhof) in Bukarest beigesetzt.

## Werk
Die Geschichten um Adrian Zograffi:
- Kyra Kyralina. Paris 1924
  - aus dem Französischen von O. R. Sylvester, Frankfurt/M.: Rütten & Loening, 1926
  - aus dem Französischen von Elisabeth Eichholz, Büchergilde Gutenberg, 1985, ISBN 3-7632-3093-9
  - aus dem Rumänischen von Oskar Pastior, Berlin: Verlag Klaus Wagenbach, 2016, ISBN 978-3-8031-3278-9
- Onkel Anghel. Paris 1924
  - aus dem Französischen von O. R. Sylvester, Frankfurt/M.: Rütten & Loening, 1927
  - aus dem Französischen von Karin Rohde, Büchergilde Gutenberg, 1986, ISBN 3-7632-3142-0
- Die Haiduken. Paris 1925
  - aus dem Französischen von Heike Boldt, Büchergilde Gutenberg, 1985, ISBN 3-7632-3143-9

Die Jugend des Adrian Zograffi:
- Codin. Paris 1926
  - aus dem Französischen von Elisabeth Eichholz, Büchergilde Gutenberg, 1986, ISBN 3-7632-3144-7
- Michail. Paris 1927
  - aus dem Französischen von  Karl Wilhelm Körner und O. R. Sylvester, Frankfurt/M.: Rütten & Loening, 1931 und Büchergilde Gutenberg, 1986, ISBN 3-7632-3145-5
- Der Schwammfischer. Paris 1930
  - aus dem Französischen von Elisabeth Eichholtz-Legagneux, Büchergilde Gutenberg ISBN 3-7632-3146-3
- Familie Perlmutter, Büchergilde Gutenberg ISBN 3-7632-3148-X
- Die Disteln des Baragan. Paris 1928
  - aus dem Französischen von Erna Redtenbacher, Hamburg: Gebrüder Enoch, 1928 und Büchergilde Gutenberg, 1988, ISBN 3-7632-3149-8
  - übersetzt nach der 1962 in Bukarest erschienene rumänischen Ausgabe von Oskar Pastior und Walter Zitzenbacher, Verlag Styria. Graz, Wien, Köln, 1969[6]

Das Leben des Adrian Zograffi:
- Mittelmeer, Büchergilde Gutenberg ISBN 3-7632-3154-4
- Das Stellenvermittlungsbüro, Büchergilde Gutenberg ISBN 3-7632-3153-6
- Das Haus Thüringer. Paris 1932
  - aus dem Französischen von Paul Schuster, Büchergilde Gutenberg ISBN 3-7632-3152-8

Außerhalb des Zyklus um Adrian Zograffi:
- Nerrantsoula. Büchergilde Gutenberg ISBN 3-7632-3147-1
- Tata Minca. Büchergilde Gutenberg ISBN 3-7632-3150-1

Berichte einer Reise durch die Sowjetunion:
Drei Bücher über Sowjetrussland:
1. Auf falscher Bahn, 16 Monate in Russland, München 1930, Piper
2. So geht es nicht. Die Sowjets von heute, München 1930, Piper
3. Russland nackt, Zahlen beweisen, München 1930, Piper
- Auf falscher Bahn. Büchergilde Gutenberg ISBN 3-7632-3151-X